# Taojiang
Der Kreis Taojiang (桃江县,  Táojiāng Xiàn) ist ein Kreis der chinesischen Provinz Hunan. Er gehört zum Verwaltungsgebiet der bezirksfreien Stadt Yiyang. Er hat eine Fläche von 2.068 km² und zählt 794.300 Einwohner (Stand: Ende 2018). Sein Hauptort ist die Großgemeinde Taohuajiang (桃花江镇). Auf dem Gebiet von Tongjiang befindet sich eine große Mangan-Lagerstätte.

## Administrative Gliederung
Auf Gemeindeebene setzt sich der Kreis aus zwölf Großgemeinden und vier Gemeinden (davon eine der Hui-Chinesen) zusammen. 